# Канабіноїди
Канабіно́їди — група терпенфенольних сполук, похідних 2-заміщеного 5-амілрезорцина. У природі зустрічаються в рослинах родини коноплевих (Cannabaceae), є діючими речовинами медичного канабісу та рекреаційного канабісу (гашишу й марихуани). Рослинні канабіноїди є С-21 сполуками, що мають споріднену структуру. Відповідальним за психотропний ефект марихуани є дельта-9-тетрагідроканабінол, здатний селективно зв'язуватися з рецепторами ендоканабіноїдної системи головного мозку з канабіноїдними рецепторами. Рослинні канабіноїди також називають фітоканабіноїдами.
Нині канабіноїдами прийнято називати й синтетичні речовини, що мають споріднену з рослинними канабіноїдами структуру й аналогічні фармакологічні ефекти — такі речовини називають класичними канабіноїдами. Крім того, до канабіноїдів зараховують синтетичні речовини, які мають відмінну від фітоканабіноїдів структуру (аміноалкіліндоли, ейкозаноїди, 1,5-діарілпіразоли, хіноліни, арілсульфонаміди та ін.), але мають аналогічні фармакологічні властивості — такі речовини називають некласичними канабіноїдами. Існують також речовини, що виробляються в організмі людини та є лігандами канабіноїдних рецепторів, до них відносять анандамід і споріднені йому сполуки, які є похідними поліненасичених жирних кислот. Ці сполуки необхідні для нормального функціонування головного мозку й відповідають за низку життєво важливих функцій. У зв'язку з тим, що ці сполуки мають ендогенне походження, їх назвали ендогенними канабіноїдами, або ендоканабіноїдами.

## Функція
Ендоканабіноїди відіграють важливу роль в організмі живих істот: вони служать сигнальними молекулами (ліпідними сигналізаторами) між нейронами, які вивільняються з однієї клітини й активують рецептор канабіноїдів, присутній на прилеглих клітинах. Хоча в цій ролі міжклітинних сигналізаторів вони схожі на відомі трансмітери моноаміни – такі, як ацетилхолін і дофамін, ендоканабіноїди неабияк відрізняються від них. Зокрема, вони використовують ретроградну сигналізацію. Крім того, ендоканабіноїди – ліпофільні молекули, які не розчиняються у воді. Вони не зберігаються в бульбашках і є невід'ємним компонентом мембранного бішару, що входить до складу клітини. Імовірно, вони синтезуються «на вимогу», а не зберігаються для подальшого використання. Механізми й ферменти, які лежать в основі біосинтезу ендоканабіноїдів, досі невідомі й залишаються сферою активних досліджень. Ендоканабіноїд 2-AG був виявлений у складі коров'ячого й людського материнського молока.

### Діапазон
Ендоканабіноїди є гідрофобними молекулами. Вони не можуть пересуватися без сторонньої допомоги на великі відстані у водному середовищі навколишніх клітин, з яких вони звільнені, й отже, діяти локально на прилеглі клітини-мішені. Тому вони мають набагато обмеженіші сфери впливу, ніж, наприклад, гормони, які можуть впливати на клітини по всьому організму.

## Види

### Фітоканабіноїди
Канабіноїди — це різноманітний клас хімічних сполук, які природним чином виробляються рослиною коноплі. Було виявлено понад 100 різних канабіноїдів, кожен з яких демонструє унікальні властивості та вплив на організм людини. Ці сполуки взаємодіють з ендоканабіноїдною системою, складною клітинною сигнальною системою людини та інших тварин, яка відіграє важливу роль у багатьох фізіологічних процесах, включаючи біль, настрій, апетит і сон.
Дельта-9-тетрагідроканабінол (ТГК) і канабідіол (КБД) є двома найбільш відомими та ретельно вивченими канабіноїдами.
ТГК головним чином відповідає за психоактивні ефекти канабісу. Окрім своїх психоактивних властивостей, THC продемонстрував потенційні терапевтичні переваги, включаючи знеболюючу, протизапальну та протиблювотну дію.
Канабідіол (КБД), з іншого боку, не є психоактивним і привернув значну увагу через його потенційне терапевтичне застосування. Доведено, що КБД має широкий спектр лікувальних властивостей, включаючи протизапальну й антиоксидантну, болезаспокійливу, протисудомну та заспокійливу дію.
Інші відомі каннабіноїди включають каннабігерол (CBG), каннабінол (CBN) і каннабіхромен (CBC), які також були вивчені на предмет їхніх потенційних медичних переваг.
У рослині канабіноїди присутні, як правило, у вигляді їхніх кислотних аналогів, що містять карбокси-групу в положенні 2-фенольної частини молекули. Попередником усіх рослинних канабіноїдів є канабігеролова кислота, яка під впливом трьох незалежних ферментів класу циклаза перетворюється в канабіхромову, канабідіолову й дельта-9-тетрагідроканабінолову кислоти. Ці кислоти в результаті декарбоксилювання дають вільні канабіноїди — канабіхромен, канабідіол і дельта-9-тетрагідроканабінол відповідно. Канабіхроменова, канабідіолова й дельта-9-тетрагідроканабінолова кислоти є основними канабіноїдами, оскільки їх синтез у рослині обумовлений генетично. Решта канабіноїдів є продуктами біотрансформації (деградації) основних канабіноїдів. Тож у міру розвитку рослини у ній переважають канабідіол (КБД), тетрагідроканабінол (ТГК), а в міру старіння й відмирання рослини, а також у препаратах, виготовлених із рослинного матеріалу (гашиш, марихуана та ін.), по мірі їх зберігання тетрагідроканабінол перетворюється в канабінол (КБН).
Усі канабіноїди — жиророзчинні речовини. При потраплянні в організм вони накопичуються в тканинах, багатих ліпідами (мозку, легенях, внутрішніх статевих органах), і поступово вивільняються в систему кровообігу. П'янкий ефект препаратів конопель (марихуани, гашишу тощо) є результатом комплексної дії всіх канабіноїдів, хоча лише деякі з них мають психотропну дію в чистому вигляді; до них відносять насамперед дельта-9- і дельта-8-тетрагідроканабінол, що володіє основною психотропною дією. Такі канабіноїди, як канабідіол, канабіхромен і канабінол, самі психотропною дією не володіють, але здатні вносити деякі доповнення в ефект психотропів канабіноїдів. Також володіють психотропним ефектом дельта-9-тетрагідроканабіварін і бутиловий аналог дельта-9-тетрагідроканабінолу, знайдені в деяких зразках марихуани.
Рослинні канабіноїди залежно від структури поділяють на кілька типів. Розрізняють такі типи фітоканабіноїдов:
- Тип канабігерола КБГ
- Тип канабіхромена КБХ
- Тип канабідіол КБД
- Тип тетрагідроканабінолу ТГК
- Тип канабіельзоіна КБЕ
- Тип ізо-тетрагідроканабінолу ізо-ТГК
- Тип канабіціклола КБЦ
- Тип канабітріола КБТ
- Тип канабінодіола КБНД
- Тип канабінола КБН

### Ендоканабіноїди
Ендоканабіноїди — ендогенні нейромедіатори, які зв'язуються з канабіноїдними рецепторами. Всі відомі наразі ендоканабіноїди, на відміну від природних канабіноїдів, є ациклічними сполуками — ейкозаноїдами, похідними арахідонової кислоти, найважливішими з яких є анандамід (етаноламід арахідонової кислоти) 2-арахідоноілгліцерін (2-AG).

#### Функції
Ендоканабіноїди служать міжклітинними ліпідними месенджерами – сигналізуючими молекулами, які випускаються однією клітиною й активують канабіноїдні рецептори клітин, що поруч. 
Ендоканабіноїд 2-AG був знайдений у молоці корови та людському материнському молоці.

### Синтетичні канабіноїди
Синтетичні канабіноїди — речовини, що є агоністами канабіноїдних рецепторів CB1 і CB2.
Дослідження 2005 року показало, що один із синтетичних канабіноїдів, HU210, сприяє проліферації нейронних стовбурових клітин гіпокампа як в ембріональних, так і в дорослих щурів, що призводить до посилення нейрогенезу в зубчастій звивині гіпокампа. Це збільшення нейрогенезу корелювало з анксіолітичними та антидепресантними ефектами у дорослих щурів, що свідчить про те, що канабіноїди можуть мати потенціал регулювати нейрогенез і впливати на поведінку.

### Книги
- Wang, Jenny (2015). Endocannabinoidome: the world of endocannabinoids and related mediators. London: Academic Press, Elsevier. ISBN 978-0-12-800429-6.
- Maccarrone, Mauro (2016). Endocannabinoid signaling: methods and protocols. Methods in Molecular Biology. New York, NY: Springer. ISBN 978-1-4939-3539-0.
- Murillo-Rodriguez, Eric (2017). The endocannabinoid system: genetics, biochemistry, brain disorders, and therapy. London: Academic Press, Elsevier. ISBN 978-0-12-809667-3.
- Лазурьевский Г. В., Николаева Л. А. Каннабиноиды. — Кишинев, Штиинца, 1972.

### Журнали
- Cannabis and Cannabinoid Research
- Journal of Cannabis Research

### Статті
- Khalsa Jag H.; Bunt Gregory; Blum Kenneth та ін. (1 грудня 2022). Review: Cannabinoids as Medicinals. Current Addiction Reports (англ.) 9 (4). с. 630–646. doi:10.1007/s40429-022-00438-3.
- Bilbao Ainhoa; Spanagel Rainer (19 серпня 2022). Medical cannabinoids: a pharmacology-based systematic review and meta-analysis for all relevant medical indications. BMC Medicine 20 (1). с. 259. doi:10.1186/s12916-022-02459-1.
- Whiting Penny F.; Wolff Robert F.; Deshpande Sohan та ін. (2015). Cannabinoids for Medical Use: A Systematic Review and Meta-analysis. JAMA 313 (24). с. 2456–2473. doi:10.1001/jama.2015.6358.